# 西萨哈林山脉
西萨哈林山脉（俄语：Западно-Сахалинский Хребет）是萨哈林岛南部西侧十座山脉的统称，呈南北走向，中间被河谷隔开，属萨哈林州，长650公里。其中包含卡梅绍维山脉、南卡梅绍维山脉、拉马农山脉等，最高峰是海拔1,325米的茹拉夫廖夫山。主要由页岩、砂岩、砾岩和熔岩构成。